# Thomas Schreiner (Basketballspieler)

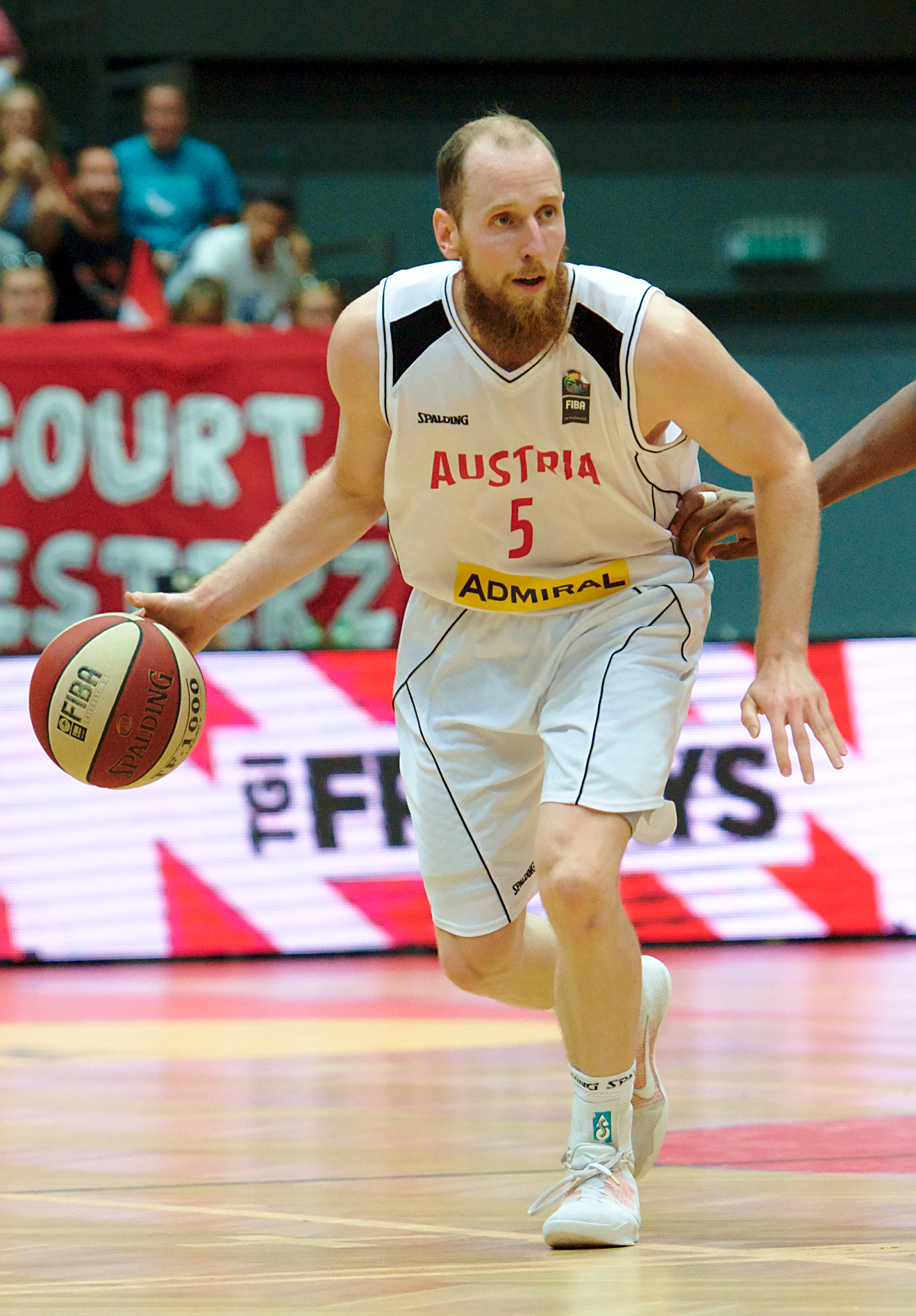
Thomas Schreiner 2016

Thomas Schreiner (* 3. Februar 1987 in St. Pölten) ist ein ehemaliger österreichischer Basketballspieler auf der Position des Aufbauspielers. Seine Körperhöhe beträgt 1,95 Meter.

## Karriere
Schreiner entstammt der Nachwuchsabteilung der UKJ St. Pölten. In der Saison 2004/05 gab er sein Debüt in der österreichischen Bundesliga. Er verließ St. Pölten 2006 und verbrachte die Saison 2006/07 beim Ligakonkurrenten BSC Raiffeisen Panthers Fürstenfeld, kehrte nach einem Jahr aber zu seinem Heimatverein zurück. 2011 wechselte Schreiner von St. Pölten zu den Kapfenberg Bulls, mit denen er die Spielzeit 2011/12 bestritt.
Zur Saison 2012/13 folgte der Schritt ins Ausland, Schreiner schloss sich B.C. Andorra an. Mit dem Verein wurde er 2014 Meister der zweiten spanischen Liga, stieg in die Liga ACB, Spaniens höchste Spielklasse, auf und wurde in dieser Saison vom Internetportal eurobasket.com als bester europäischer Spieler der zweiten spanischen Liga ausgezeichnet. Er war der erste gebürtige Österreicher, der in der ersten spanischen Liga spielte. Schreiner schaffte mit Andorra in den Spielzeiten 2014/15 und 2015/16 jeweils den Verbleib in der Liga ACB.
Im Sommer 2017 wechselte Schreiner zum ACB-Aufsteiger CB Miraflores nach Burgos und verließ den Verein während der Sommerpause 2018 in Richtung des Zweitligisten CB Bilbao Berri. Dort spielte er bis 2020. Anfang Dezember 2020 wurde er von den Kapfenberg Bulls verpflichtet. Zur Saison 2021/22 kehrte Schreiner nach Spanien zurück, er wechselte zum Zweitligisten ICG Forca Lleida.
Im Sommer 2022 wurde er erneut von B.C. Andorra verpflichtet, mit der Mannschaft spielte Schreiner in der zweiten Liga. Im Sommer 2023 beendete er seine Laufbahn. Schreiner blieb in Andorra und wurde als Assistenztrainer bei dem Verein insbesondere für die Weiterentwicklung der Spieler zuständig.

### Nationalmannschaft
Schreiner war Mitglied der österreichischen Juniorennationalmannschaften und Leistungsträger der ÖBV-Auswahlen bei der U18-EM (B-Gruppe) 2005 sowie den U20-Europameisterschaften 2006 und 2007 (jeweils B-Gruppe). 2005 wurde er erstmals in die A-Nationalmannschaft berufen und diente später lange als Mannschaftskapitän. Er spielte bis November 2020 für die Nationalmannschaft und bestritt insgesamt annähernd 150 Länderspiele.

## Persönliches
Sein Vater Hubert Schreiner war Präsident des Österreichischen Basketball Verbandes und Teamchef der österreichischen Nationalmannschaft sowie Cheftrainer in St. Pölten.